# Переходов, Сергей Николаевич
Сергей Николаевич Переходов (род. 12 июля 1962 года) — российский учёный-медик, член-корреспондент РАН (2022).

## Биография
Родился 12 июля 1962 года в Грозном Чечено-Ингушской АССР.
Поступил в Астраханский медицинский институт, последние два года учился на военно-медицинском факультете в Саратовском филиале Военно-медицинской академии, которую окончил в 1985 году.
Служил врачом в группе советских войск в Германии, был старшим ординатором в маленьком госпитале, начальником отделения.
С 1992 года — работал в Центральном военном клиническом госпитале имени Вишневского в Красногорске, где прошёл путь от ординатора до главного хирурга.
Четыре года работал главным хирургом Вооружённых Сил, не раз бывал в горячих точках. 
В 1994 году — защитил кандидатскую диссертацию, которая была посвящена онкологическим заболеваниям прямой кишки, в 2000 году — защитил докторскую диссертацию по гнойно-септическим осложнениям в хирургии.
В 2010 году — уволился в запас из вооруженных сил, руководил кафедрой военно-полевой хирургии, затем кафедрой хирургии в Институте усовершенствования врачей.
С 2010 по 2014 годы — главный врач Городской клинической больницы № 50 ДЗ г. Москвы.
С 2014 по 2022 годы — главный врач Городской клинической больницы имени Демихова (бывшая ГКБ № 68) города Москвы.
С 2022 года — проректор МГМСУ им. А. И. Евдокимова, заведующий кафедрой госпитальной и военно-полевой хирургии лечебного факультета (преподаваемые дисциплины: Госпитальная хирургия, Хирургические болезни, Хирургия, Принципы диагностики и лечения при травмах брюшной и грудной полости, Актуальные вопросы острых хирургических заболеваний).
с 2023 года  —  главный врач Клинической больницы МЕДСИ в Отрадном
В 2022 году — избран членом-корреспондентом РАН от Отделения медицинских наук.
Полковник медицинской службы.

## Научная деятельность
Специалист в области военно-полевой хирургии.
Сфера научных интересов: военно-полевая хирургия, хирургия пищевода и желудка, колопроктология, клиническая лимфология, эндоскопические методики оперативных вмешательств на органах брюшной полости.
Автор 256 научных работ, 9 монографий, 3 изобретений.
Под его руководством защищено 17 кандидатских и 8 докторских диссертаций.

## Награды
- Отличник здравоохранения
- Заслуженный врач Российской Федерации
- Орден Пирогова
- Медаль «За спасение погибавших» (7 февраля 2025 года) — за высокий профессионализм и самоотверженность, проявленные при оказании медицинской помощи в экстремальных условиях